# Izvesti TSIK-eilanden
De Izvesti TSIK-eilanden (Russisch: Острова Известий ЦИК; Ostrova Izvesti TsIK), ook Izvestia-eilanden genoemd, is een groep van eilanden in de Karazee, op ongeveer 150 kilometer ten noordwesten van de kust van het schiereiland Tajmyr ten noorden van Siberië. Bestuurlijk gezien maken de eilanden deel uit van de Russische kraj Krasnojarsk. Ongeveer 45 kilometer zuidelijker ligt de dichtstbijzijnde eilandengroep; de Arctisch Instituuteilanden.
De zee rondom de eilanden is bedekt met pakijs in de lange koude winter. Ook in de korte koude vochtige zomer komen er nog vaak ijsschotsen voor. De gemiddelde jaartemperatuur bedraagt -12,2 °C en de absolute minima en maxima respectievelijk -50 °C en +18 °C. De gemiddelde luchtvochtigheidsgraad bedraagt 86% en er valt jaarlijks gemiddeld 299 mm neerslag. De wind blaast meestal vanuit het noordwesten, kracht 4 (gemiddelde windsnelheid 5,9 m/s). De eilanden vormen onderdeel van de zapovednik Bolsjoj Arktitsjeski, het grootste natuurreservaat van Rusland.
De eilanden werden in kaart gebracht tijdens de expedities op de ijsbrekers Roesanov en de Sibirjakov van 1932 tot 1933 en zijn vernoemd naar de benaming Izvestia Tsentralnogo Ispolnitelnogo Komiteta Sovjetov rabotsjich i soldatskich depoetatov, de volledige naam van de krant Izvestia.

## Eilanden
De archipel bestaat uit twee grote en twee kleine eilanden, die een gezamenlijke oppervlakte hebben van ongeveer 90 km². De eilanden zijn opgebouwd uit granieten, kristallijne schisten, zandsteen en trap rock en zijn bedekt met toendra als mossen, korstmossen en kleine planten als Papaver dahlianum (poolpapaver) en steenbreek.
- Pologi-Sergejevna (Пологий-Сергеевна) is het westelijkste grote eiland. Het is een eiland met een langgerekte landtong naar het oosten toe. Aan de westzijde bevindt zich een brak meer (Nezjdannojemeer). Met 26 meter vormen de heuvels Sergejev (aan de noordwestkust) en Daleki (aan de zuidwestkust) de hoogste punten.
- Gavrilina (Гаврилина) is een klein eiland ten zuiden van Pologi-Sergejevna, dat van het laatste eiland gescheiden wordt door de Straat Beloechi. Het hoogste punt ligt op 20 meter.
- Trojnoj (Тройной; "drievoudig") is het grootste en noordoostelijkste eiland van de archipel. Het heeft een lengte van 28 kilometer en een gemiddelde breedte van 5 kilometer. Het bestaat uit drie eilanden die met smalle landtongen aan elkaar vast liggen. Het westelijkste eiland is met het middelste eiland verbonden door twee landtongen, waartussen brakwaterplassen liggen. Ten noorden van de landtongen ligt de Kroeglajabocht. Aan de zuidzijde van het westelijkste eiland liggen de meren Oetinoje en Sredneje en aan zuidzijde van het middelste eiland ligt het Oeglovatojemeer. Twee hiervan zijn zoet en een zout. Het oostelijke eiland heeft een langgerekt zoutmeer langs de zuidkust (Dlinnojemeer). Op het middelste eiland ligt aan de oostzijde het poolstation Izvesti TsIK. Aan zuidzijde van de landtong tussen het middelste en westelijke eiland bevindt zich de Poljarnikabocht. Het eiland is relatief laaggelegen, maar bevat met 46 meter (op het middelste eiland) wel het hoogste punt van de eilanden. Het eiland heeft een lemige grond met veel keien.
- Chlebnikova (Хлебникова) is een klein eilandje ten zuiden van Trojnoj met een kleine waterplas aan de noordwestzijde.

Het poolstation op Trojnoj werd opengesteld op 15 september 1953 door het Hoofdbestuur Noordelijke Zeeroute. Op 1 december 1962 werd het 5 kilometer naar het noordwesten verplaatst. Het wordt nog altijd bemand en telt bij volledige bezetting 5 personen.